# Søren Søndergaard
Søren Bo Søndergaard este un om politic danez, membru al Parlamentului European în perioada 2004-2009 din partea Danemarcii.
1. ↑   https://www.ft.dk/da/medlemmer/folketingetsmedlemmer/s%c3%b8ren-s%c3%b8ndergaard-(el), accesat în 7 martie 2019 Lipsește sau este vid: |title= (ajutor)
2. 1 2 3  pace.coe.int
3. ↑  Deputații în Parlamentul European